# 172 pr. n. št.

## Rojstva
- Antioh V. Eupator,  vladar Selevkidskega cesarstva († 161 pr. n. št.)